# Thiết bị đầu ra
Thiết bị đầu ra là một bộ của thiết bị phần cứng máy tính được sử dụng để hiển thị kết quả của một quá trình xử lý dữ liệu được thực hiện bởi một hệ thống xử lý thông tin (chẳng hạn như một máy tính) và chuyển đổi thông tin điện tử này thành một dạng mà con người có thể đọc được.

## Màn hình hiển thị
Một thiết bị màn hình hiển thị là một thiết bị đầu ra truyền tải văn bản, hình ảnh, và video một cách trực quan. Thiết bị hiển thị bao gồm màn hình CRT, màn hình LCD, màn hình plasma và TV.